# Stephanolaimus filicaudatus
Stephanolaimus filicaudatus är en rundmaskart. Stephanolaimus filicaudatus ingår i släktet Stephanolaimus, och familjen Leptolaimidae. Arten är reproducerande i Sverige.